# 2,2'-二吡啶胺
2,2'-二吡啶胺是一种有机化合物，化学式为(C5H4N)2NH。它可由吡啶和氨基钠加热反应得到，或由2-氨基吡啶与2-氯吡啶在氧化钡上共热制得。它是一种配体，可以形成配合物。其共轭碱和金属的盐（2,2'-二吡啶氨基化物）是已知的。